# Moshoeshoe II
Moshoeshoe II (Mojira, Basutolândia, 2 de maio de 1938 - Drakensberg, Lesoto, 15 de janeiro de 1996) foi o Rei do Lesoto e anteriormente chefe-supremo da Basutolândia. Seu reinado foi bastante conturbado, com ele sendo deposto e reassumindo o trono por duas vezes. Ele foi o primeiro rei da chamada "Era Moderna" na história do Lesoto, restaurando o título real com a independência do país em 1966. Anteriormente ele havia sido o chefe-supremo da Basutolândia Britânica entre 1960 e 1966.

## Biografia

### Primeiros anos
Nascido como Constantine Bereng Seeiso em 2 de maio de 1938, ele foi filho de Simon Seeiso, o chefe-supremo da Basutolândia entre 1939 e 1940. Quando seu pai morreu ele ainda era criança e por isso não assumiu o trono de primeira, atuando como regente sua madrasta Mantsebo Amelia Matsaba. Sua educação foi inicialmente em seu país, em colégios católicos tradicionais, mas logo foi enviado ao Reino Unido para aprimorar seu preparo e impedir uma conspiração contra ele.

### Reinado
Assumiu em 12 de julho de 1960 o posto de chefe-supremo. O início de seu reinado coincidiu com a descolonização da África e o crescente movimento emancipatório no país. Em 1966 a nação se torna independente do Reino Unido, assumindo o nome de Lesoto, como uma forma de abandonar o estereotipado nome dado pelos colonizadores. Seu título de chefe-supremo foi elevado á rei, voltando ao título da era tradicional do país na época de Moshoeshoe I. Pouco tempo depois da independência o país se torna uma monarquia constitucional parlamentarista, com o rei tendo poderes simbólicos e representativos.
Em 1970 o primeiro-ministro Leabua Jonathan perde as eleições parlamentares em seu partido, o Partido Nacional Basoto. Não aceitando a derrota, ele anula as eleições e suspende a constituição. Pouco tempo depois o rei é suspenso por tempo indeterminado e se exila nos Países Baixos, deixando sua esposa Mamohato como rainha regente por seis meses, até o retorno do rei em 5 de dezembro daquele ano. Ele dá continuidade ao seu papel cerimonial e representativo no país, se tornando também um "pai" para o povo e assumindo uma política contrária ao regime do Apartheid na África do Sul, chegando á dar asilo político á dissidentes exilados. Enquanto isso em seu país, Leabua Jonathan instala um regime ditatorial.
Em 1986 o Leabua Jonathan é deposto do cargo por um golpe militar, que edita uma nova constituição que cede mais poderes á monarquia basoto. Porém quatro anos depois, em 1990 o rei é novamente suspenso por tempo indeterminado em março de 1990. Sua esposa assume mais uma vez a regência e em novembro daquele mesmo ano o rei é oficialmente deposto do cargo, assumindo seu filho Letsie III pela primeira vez.  
Em 1993 ocorre um novo golpe que restaura a democracia e dois anos depois, em 1995, o rei exilado retorna ao Lesoto e Letsie III abdica em favor de seu pai em seu último reinado. Ele assume como rei constitucional mas viria a falecer tragicamente menos de um anos depois em um acidente de carro nas colinas de Drakensberg. Na ocasião ele estava voltando de uma viagem de madrugada para Matsieng, onde visitaria seu rebanho pessoal. O carro acabou capotando entre as estreitas ruas da colina e explodindo, matando não apenas o rei, mas seu motorista. Ele foi sucedido definitivamente por seu filho Letsie III.

## Casamento e Descendência
Moshoeshoe II foi casado com Tabitha Masentle Lerotholi Mojela, que assumiu o nome de Mamohato em 1961. Eles tiveram três filhos; 
- Sua Majestade, o rei Letsie III (17 de julho de 1963);
- Sua Alteza, o príncipe Seeiso (16 de abril de 1965);
- Sua Alteza, a princesa Constanece Christine "Maseeiso" (24 de dezembro de 1969 - 7 de setembro de 1994).

## Honras
- Lesoto : Grão-Mestre da Ordem mais Digna de Moshoeshoe
- Lesoto : Grão-Mestre da Ordem mais Cortês do Lesoto
- Lesoto : Grão-Mestre da Ordem Mais Meritória de Mohlomi
- Lesoto : Grão-Mestre da Ordem Mais Leal de Ramatseatsane
- África do Sul : Supremo companheiro da Ordem dos Companheiros de R.O Tambo [Póstumo] (20 de Abril de 2006)
- Irã : Medalha comemorativa de 2500 anos de fundação do Império Persa (14 de Outubro de 1971).